# Hilarius Hofstede
Hilarius Hofstede (født 1965) er en hollandsk digter og kunstner bosat i Amsterdam, Holland, og Århus, Danmark.
Efter at være startet med at arbejde som digter begyndte han midt i 1990'erne at arbejde med billedkunst. 
Senest har han arbejdet med en trilogi af udstillinger til danske museer, Natural Born History på naturhistorisk museum i Århus, Pop Gun på Tøjhusmuseet i København samt The Album Cover på Holstebro Museum. Udstillingerne har overrasket en del af publikum, der ikke havde forventet at se en kunstnerisk kontekst på museer hvor der normalt bliver vist andre ting. Hofstede arbejder netop med denne pludselige oversvømmelse af poesi. Han har givet en titel til sit arbejde mod en re-mytologiseret verden: Paleo Psycho Pop. hvor vi ved at vedkende os et fascinationsbegær bl.a. kan retablere vores forhold til naturen. Hofstede kan minde om en europæisk pendant til samtidige amerikanske kunstnere som Mark Dion Arkiveret 17. august 2007 hos  Wayback Machine og Jason Rhoades